# Ermenegildo González
Ermenegildo González Hermenegildo in spagnolo e in portoghese, Hermenexildo in galiziano e Ermenegild in catalano (seconda metà IX secolo  – 943/950) è stato un militare spagnolo; detto anche Mendo I Gonçalves era un conte galiziano nel Regno di León del X secolo, conte di Deza, che fu il quarto signore della Contea di Portucale.

## Origine
Nessuna cronaca cita gli ascendenti di Ermenegildo, che era figlio di Gonzalo Betótez e di Teresa Eriz, sia secondo Mario Cardozo, che secondo lo storico medievalista portoghese, Armando de Almeida Fernandes, nel suo Portugal no Período Vimaranense (868-1128). Iª Parte..

Teresa Eriz era figlia del conte Ero Fernández, fratello di Diego Fernandes.

Comarca di Deza

## Biografia
Secondo lo storico spagnolo, RODRIGO FURTADO, nel suoCUANDO PORTUGAL ERA REINO DE LEÓN: UNA REGIÓN EN EL NORDESTE PENINSULAR (SIGLOS IX-XI), Ermenegildo aveva sposato, prima del 926 Muniadona Díaz, figlia del Conte di Portucale, Diego Fernandes e di Oneca
Ermenegildo comincia a comparire nei documenti medievali nel 926, quando accompagnò il futuro re Ramiro, fratello del Re delle Asturie, Alfonso IV a Viseu, dove stabilì la sua corte e Ermenegildo, nel giugno 926, confermò una donazione fatta da Ramiro assieme alla moglie, Mumadona, e al suocero, Diego, come da documento n° XXXI del Portugaliae monumenta historica.
Ermenegildo compare, come testimone in un secondo documento, datato dicembre 928, inerente una donazione al Monastero di Lorvão, fatta dalla suocera, Oneca, e dai suoi quattro figli, Munia, Ledegundia, Jmeno e Muniadona, in cui i testimoni oltre Ermenegildo, marito di Muniadona, furono Aloito Lucídiz, marito di Munia e Rodrigo Tedoniz, probabile marito di Leodegundia, come da documento n° XXXIV del Portugaliae monumenta historica.
Non si conosce la data esatta della morte di Ermenegildo, che dal 943 non viene più citato, e certamente prima del 950, quando la moglie Muniadona si cita come sua vedova nel documento n° LXI del Portugaliae monumenta historica del 24 luglio di quello stesso anno.

## Matrimonio e discendenza
Ermenegildo aveva sposato, tra il 915 e il 920, Muniadona Díaz, figlia del Conte di Portucale, Diego Fernandes e di Oneca.

Ermenegildo da Muniadona ebbe sei figli:
- Gonzalo Menéndez ( † 997), che compare per la prima volta in un documento del 24 luglio 950[8];
- Diego Menéndez ( † dopo il 964), che compare nel documento del 24 luglio 950[8];
- Ramiro Menéndez ( † prima del 964), che compare nel documento del 24 luglio 950[8];
- Onecca Menéndez ( † dopo il 968), che compare nel documento del 24 luglio 950[8];
- Nuño Menéndez ( † dopo il 959), che compare nel documento del 24 luglio 950[8];
- Arias Menéndez ( † dopo il 964), che compare nel documento del 24 luglio 950[8].

### Fonti primarie
- (LA)  Portugaliae monumenta historica.

### Letteratura storiografica
- (PT)  #ES Sería Mumadona tia de Ramiro II, Rei de Leão?
- (PT)  Portugal no Período Vimaranense (868-1128). Iª Parte
- (ES)  CUANDO PORTUGAL ERA REINO DE LEÓN: UNA REGIÓN EN EL NORDESTE PENINSULAR (SIGLOS IX-XI)